# Begonia × carminata
Begonia × carminata es una especie de planta perenne perteneciente a la familia Begoniaceae. 
Es un híbrido compuesto por Begonia pearcei Hook.f. × Begonia veitchii Hook.f.

## Taxonomía
Begonia × carminata fue descrita por Henry Honywood Dombrain y publicado en Floral Magazine: Comprising Figures and Descriptions of Popular Garden Flowers t. 551. 1865.
Etimología
Begonia: nombre genérico, acuñado por Charles Plumier, un referente francés en botánica, honra a Michel Bégon, un gobernador de la excolonia francesa de Haití, y fue adoptado por Linneo.
carminata: epíteto
sinonimia
- - Begonia × cinnabarina Lemoine, 1871, non Hook. (1849).
  - Begonia × monstrosa Lemoine, 1880, nom. inval.?
  - Begonia × vitellina Van Houtte 1872, nom. inval.?
  - Begonia × woodmanii Pince, 1870, nom. inval.?